# Shigella flexneri
Shigella flexneri – gatunek bakterii powodujący zatrucia pokarmowe (czerwonka). W klasyfikacji serologicznej zaliczany do podgrupy B rodzaju Shigella. Nazwa gatunkowa pochodzi od Simona Flexnera.

## Biologia

### Morfologia
Są to Gram-ujemne, nieurzęsione, bezotoczkowe i nieprzetrwalnikujące pałeczki. W mikroskopie elektronowym u szczepów dzikich widoczne są fimbrie, co jest cechą charakterystyczną tego gatunku.
Bakterię zalicza się do fakultatywnych patogenów wewnątrzkomórkowych.

### Hodowla
Bakteria wzrasta na prostych podłożach hodowlanych, pożywkach z żółcią (agar MacConkeya, agar SS), pożywce XLD oraz na wybiórczym podłożu Leifsona. Wzrost następuje w dwóch możliwych postaciach:
- kolonie okrągłe, wypukłe, błyszczące – forma S
- kolonie rozlane, szorstkie – forma R

W przypadku skażenia żywności S. flexneri, komórek bakteryjnych jest zazwyczaj zbyt mało (~100/1g) aby posiew był wiarygodny (dużo wyników fałszywie ujemnych); trzeba użyć innych metod.
Wymagania S. flexneri są identyczne jak u innych bakterii należących do rodzaju Shigella.

### Profil biochemiczny
Podobnie jak inne bakterie tej rodziny, S. flexneri rozkłada glukozę, nie wytwarza ureazy, H2S, ani nie rozkłada żelatyny. Wszystkie cukry fermentowane są bez wytwarzania gazu – wyjątkiem jest serotyp 6 wytwarzający gaz przy wykorzystywaniu glukozy, dulcitolu i mannitolu (szczepy te początkowo nazwano Newcastle bacillus i Manchester bacillus). Uważa się, że ma to związek z obecnością 4 plazmidów R. Poza serotypem 2b oraz 6 drobnoustroje należące do tego gatunku wykazują zdolność wytwarzania indolu.
Drobnoustrój wytwarza bakteriocyny, które są aktywne wobec flory fizjologicznej człowieka.
| Serotyp | Laktoza | Sacharoza | Dulcitol | Mannitol | Ramnoza | Ksyloza |
| 1a      | brak    | opóźniona | brak     | obecna   | brak    | brak    |
| 1b      | brak    | obecna    | brak     | obecna   | brak    | brak    |
| 2a      | brak    | brak      | brak     | obecna   | brak    | brak    |
| 2b      | brak    | brak      | brak     | obecna   | brak    | brak    |
| 3       | brak    | opóźniona | brak     | obecna   | obecna  | brak    |
| 4a      | brak    | brak      | brak     | obecna   | brak    | brak    |
| 4b      | brak    | opóźniona | brak     | obecna   | brak    | brak    |
| 5       | brak    | opóźniona | brak     | obecna   | brak    | brak    |
| 6       | brak    | brak      | obecna   | obecna   | brak    | brak    |

### Czynniki wirulencji
Zidentyfikowano wiele czynników wirulencji, wśród których jest kinaza tyrozynowa ABL-1 oraz charakterystyczny dla Salmonella kompleks białkowy PhoP/PhoQ utrudniający fagocytozę drobnoustroju. Wszystkie szczepy patogenne posiadają plazmid wirulencji z genami IpaACDB oraz Mxi-Spa-typ III, których produkty są niezbędne do inwazji nabłonka jelita.
Odpowiedzią gospodarza na zakażenie jest miejscowa reakcja zapalna z naciekami z limfocytów, makrofagów, wydzielaniem cytokin: TNF, IL-1, IL-6 i IL-12. We wczesnej reakcji obronnej rolę odgrywa IFN-gamma; jego źródłem mogą być limfocyty T oraz NK.

## Chorobotwórczość
Zakażenie S. flexneri u ludzi częściej dotyczy płci męskiej. Występuje nieco później niż infekcje innymi gatunkami Shigella (średnie wieku zachorowania odpowiednio 12 i 8 lat). Być może późniejszy średni wiek zachorowań oraz płeć męska ma związek z przenoszeniem tej bakterii u mężczyzn mających kontakty seksualne z innymi mężczyznami (nie jest to jednak pewna przyczyna – w tej populacji wykryto także S. sonnei).
W badaniu przeprowadzonym w USA nie wykazano cykliczności zachorowań zależnie od pory roku lub od lokalizacji geograficznej.
Zażywanie morfiny lub jej pochodnych nie zwiększa ryzyka infekcji systemowej.

### Dyzenteria
Gatunek ten jest w Azji oraz Afryce najważniejszą przyczyną czerwonki – w Europie jest nią najczęściej S. sonnei. S. flexneri odpowiada za 90% (Tanzania), 87% (Argentyna) 72,2% (Etiopia), 64% (Erytrea), 60% (Jemen), 58% (Autonomia Palestyńska), 54% (Pakistan), 51% (Republika Środkowoafrykańska), 49% (Senegal), 45% (Indie), 43-67% (Nepal) wszystkich przypadków. Drugie miejsce zajmuje w Iranie (19,51%), USA (18%) czy Hiszpanii (46%). Podczas operacji w Iraku gatunek ten był odpowiedzialny za 10% wszystkich epizodów biegunek u amerykańskich Marines.

### Bakteriemia
Gatunek ten odpowiada za około 88% wszystkich przypadków bakteriemii Shigella. Obecność bakterii we krwi występuje znamiennie częściej u pacjentów HIV dodatnich (co najmniej 30% przypadków). Rokowanie u dzieci jest dobre, natomiast połowa dorosłych umiera z powodu zakażenia.
Sepsa dla S. flexneri jest bardzo rzadka, opisano jednak jej przypadki u osób z zakażeniem układu pokarmowego, zazwyczaj niekompetentnych immunologicznie. Powikłaniem jednego przypadku sepsy była encefalopatia.

### Zapalenie rogówki
Shigella flexneri jest rzadkim czynnikiem etiologicznym wrzodziejącego zapalenia rogówki; w latach 1943–2006 opisano jedynie 14 takich przypadków. Zakażenia dotyczyły młodych pacjentów (3 miesiące – 8 lat), zawsze z towarzyszącym agresywnym zakażeniem przewodu pokarmowego. Z tego powodu przy dodatniej hodowli z rogówki należy wykonać posiew kału.

### Zapalenie płuc
Opisano przypadki zapalenia płuc o etiologii S. flexneri u osób w złym stanie ogólnym (alkoholicy i osoby niedożywione); ma ono niepomyślne rokowanie.

### Zapalenie sromu i pochwy
Opisano co najmniej kilkanaście przypadków przewlekłego zapalenia sromu i pochwy u małych dziewczynek; prawdopodobnie przy współistniejącym zakażeniu przewodu pokarmowego

### Rzadkie choroby
Opublikowano jeden przypadek zapalenia opon mózgowych, zapalenia otrzewnej, toksycznego rozdęcia okrężnicy oraz kilka przypadków ropni – (okołonerkowy i śledziony).
Opisano również niewydolność nerek spowodowaną krążącymi kompleksami immunologicznymi oraz dwa przypadki aseptycznego zapalenia stawów jako powikłanie po infekcji tą bakterią.

## Antybiotykowrażliwość

### Informacje ogólne
Uważa się, że większość szczepów jest wrażliwa na imipenem oraz cyprofloksacynę.
Wyniki wielu badań sugerują, że gatunek ten jest najbardziej oporny spośród całego rodzaju Shigella.

### Afryka
Opisano wrażliwość bakterii na antybiotyki u dzieci z infekcją przewodu pokarmowego o etiologii S. flexneri w Mozambiku (2009). Oporność była następująca – ampicylina (66%), chloramfenikol (61%), tetracykliny (64%); większość szczepów wrażliwa była na cyprofloksacynę oraz ceftriakson. W Senegalu ponad połowa szczepów nie była wrażliwa na amoksycylinę (także z kwasem klawulanowym) oraz chloramfenikol. Powszechnie stosowane antybiotyki na szigellozę w Afryce nie wykazują aktywności przeciwko S. flexneri.

### Azja
W Chinach 12% szczepów S. flexneri było opornych na fluorochinolony – przyczyną są mutacje genów gyrA oraz parC, kodujące pompy przezbłonowe aktywnie usuwające antybiotyk z komórek. Podobne mutacje opisano w Korei – 2 przypadki oporne na ogólną liczbę 5938 szczepów. Rosyjskie szczepy są w większości oporne na chloramfenikol i tetracykliny. W Turcji 73% szczepów oporne jest na ampicylinę; ma to ważne implikacje kliniczne podczas leczenia empirycznego, ponieważ częstszy czynnik etiologiczny czerwonki w tym rejonie jest zazwyczaj wrażliwy na ten antybiotyk.
Na 5616 wyizolowanych szczepów S. flexneri w Izraelu, 4 wytwarzały ESBL.

### Ameryka
W Stanach Zjednoczonych 75% szczepów oporne było na ampicylinę, 40% na trimetoprym-sulfametoksazol, 2% na kwas nalidyksowy, 0,003% na cyprofloksacynę (u dziecka z Chin), a wszystkie bakterie wrażliwe były na ceftriakson. Oporność na chloramfenikol wynosząca 70% była znamiennie wyższa od wartości dla S. sonnei wynoszącej 1%. Mechanizm oporności na ten antybiotyk kodowany jest na chromosomie.